# Паньшин, Михаил Викторович
Михаил Викторович Паньшин (2 мая 1983 Череповец, СССР) — казахстанский хоккеист российского происхождения, левый нападающий.

## Карьера
На чемпионате мира 2014 года привлекался в сборную Казахстана.
На чемпионате мира 2016 года привлекался в сборную Казахстана.